# Гран-при Австрии 2020 года
Гран-при Австрии 2020 года (официально нем. Formula 1 Rolex Großer Preis von Österreich 2020) — первый этап «Формулы-1» в сезоне 2020 года после отмены и переносов первых 10 Гран-при, который прошёл 3—5 июля на трассе «Ред Булл Ринг» в Шпильберге, Австрия. Это был 34-й Гран-при Австрии в истории и 33-й в рамках «Формулы-1». Также это первый из двух этапов подряд, которые прошли на трассе «Ред Булл Ринг» — проведение двух Гран-при на одной и той же трассе в течение одного сезона было первым в истории Формулы-1. Из-за пандемии COVID-19 прошёл в «закрытом режиме» (без зрителей).
Льюис Хэмилтон начал этап в статусе действующего чемпиона мира, а его команда Mercedes — в качестве действующего обладателя Кубка конструкторов. Макс Ферстаппен был действующим победителем Гран-при, выиграв гонки в 2019 и 2018 годах.
Поул с временем 1:02,939 выиграл Валттери Боттас, побив рекорд Шарля Леклера, установленный в 2019 и составлявший 1:03,003.
Гран-при выиграл Валттери Боттас, при этом он лидировал всю гонку. Однако ни «Большой шлем», ни даже хет-трик ему оформить не удалось, так как быстрейший круг гонки он не поставил. Таким образом, Боттас ограничился дублем. Быстрейший круг гонки — первый для себя — в финале поставил Ландо Норрис. Время этого круга совпало с временем Макса Ферстаппена в Гран-при Австрии 2019 года. Вторым стал Шарль Леклер, а третьим — Норрис, для которого этот подиум стал первым в Формуле-1. Норрис стал третьим самым молодым гонщиком, поднимавшимся на подиум в истории «Формулы-1» и самым молодым британцем на подиуме.

## Шины
Pirelli привезли следующие составы шин: в роли Hard, Medium и Soft используются составы С2, С3 и С4 соответственно.
| Маркировка шин                                    | Маркировка шин | Маркировка шин | Погодные условия | Использование | Тип           | Долговечность               | Сцепление с трассой         |
| Заводская                                         | На гонку       | Цветовая       | Погодные условия | Использование | Тип           | Долговечность               | Сцепление с трассой         |
| ------------------------------------------------- | -------------- | -------------- | ---------------- | ------------- | ------------- | --------------------------- | --------------------------- |
| Supersoft                                         | Soft (C4)      |                | Сухая трасса     | Обязательное  | Мягкий        | Малая                       | Высокое                     |
| Soft                                              | Medium (C3)    |                | Сухая трасса     | Обязательное  | Средний       | Средняя                     | Среднее                     |
| Medium                                            | Hard (C2)      |                | Сухая трасса     | Обязательное  | Жесткий       | Высокая                     | Малое                       |
| Intermediate                                      | Intermediate   |                | Влажная трасса   | По выбору     | Промежуточный | Зависит от погодных условий | Зависит от погодных условий |
| Wet                                               | Wet            |                | Мокрая трасса    | По выбору     | Дождевой      | Зависит от погодных условий | Зависит от погодных условий |
| В Pirelli объявили составы на первые восемь гонок |                |                |                  |               |               |                             |                             |

В отличие от предыдущего сезона, когда команды выбирали для своих гонщиков индивидуальный набор комплектов шин Hard, Medium и Soft (в сумме 13 комплектов на Гран-при, не менее одного из каждой категории), на каждом Гран-при этого сезона все гонщики стали получать заранее установленный одинаковый набор: 2 комплекта Hard, 3 комплекта Medium и 8 комплектов Soft.

## Свободные заезды
Во всех трёх сессиях первенствовал Льюис Хэмилтон на Mercedes, а вторым становился его партнёр по команде Валттери Боттас. Макс Ферстаппен на Red Bull стал третьим в первой пятничной сессии, а во второй пятничной это место занял Серхио Перес из Racing Point. В третьей сессии, прошедшей в субботу, третьим снова стал Макс Ферстаппен.
На 24-й минуте третьей сессии Николас Латифи на Williams вылетел в первом повороте и разбил машину о барьер, сессия была остановлена. Он был отправлен в медицинский центр из-за показаний датчика опасной перегрузки. Через 10 минут после аварии сессия была возобновлена.
| Сессия | Лидер          | Конструктор | Ш | Время    | Погода                          | Воздух °C | Трасса °C |
| ------ | -------------- | ----------- | - | -------- | ------------------------------- | --------- | --------- |
| 1      | Льюис Хэмилтон | Mercedes    | P | 1:04,816 | Облачно. Кратковременный дождь. | +18…19    | +23       |
| 2      | Льюис Хэмилтон | Mercedes    | P | 1:04,304 | Облачно. Сухо.                  | +20…22    | +29…34    |
| 3      | Льюис Хэмилтон | Mercedes    | P | 1:04,130 | Ясно. Сухо.                     | +21…23    | +44…48    |

## Квалификация
Погода:  Солнечно. Сухо. Воздух +25 °C, трасса +54…49 °C
В первой части квалификации все гонщики выехали на шинах Soft. Протокол возглавили Ферстаппен, Боттас и Хэмилтон. Оказались последними и не смогли пройти в следующий сегмент Магнуссен, Расселл, Джовинацци, Райкконен и Латифи. Свой низкий темп и проигрыш напарнику Райкконен позже объяснил тем, что попал в трафик на быстром круге, Джовинацци же вылетел с трассы во время последней попытки.
Во второй части квалификации своё лучшее время Ферстаппен показал на Medium, все остальные гонщики — на Soft. Лучшими стали Боттас, Хэмилтон и Албон. Не смогли пройти в последний сегмент Феттель, Гасли, Квят, Окон и Грожан.
В третьей части квалификации все гонщики использовали Soft. Боттас во время последней попытки вылетел с трассы, что вызвало появление жёлтых флагов и рассмотрение судьями действий Хэмилтона, который ехал за ним, но не сбросил скорость в зоне действия жёлтых флагов. Действия Хэмилтона в этом эпизоде были признаны соответствующими правилам, однако время его первой попытки было аннулировано из-за выезда за пределы трассы. Также вылет Боттаса испортил последнюю попытку Риккардо, которому из-за жёлтых флагов пришлось сбросить скорость, в итоге тот квалифицировался 10-м.
Выиграл квалификацию Боттас, вторым стал его партнёр по Mercedes Хэмилтон. Третье место занял Ферстаппен из Red Bull, четвёртое — Норрис из McLaren, пятое — напарник Ферстаппена Албон, шестое — Перес из Racing Point. Албон и Перес показали одинаковые времена, но Албон оказался выше в протоколе, потому что проехал свой лучший круг раньше.
| Место                                           | №  | Гонщик             | Конструктор           | Часть 1  | Часть 2  | Часть 3  | Старт |
| ----------------------------------------------- | -- | ------------------ | --------------------- | -------- | -------- | -------- | ----- |
| 1                                               | 77 | Валттери Боттас    | Mercedes              | 1:04,111 | 1:03,015 | 1:02,939 | 1     |
| 2                                               | 44 | Льюис Хэмилтон     | Mercedes              | 1:03,818 | 1:03,803 | 1:03,262 | 5     |
| 3                                               | 33 | Макс Ферстаппен    | Red Bull-Honda        | 1:04,024 | 1:04,000 | 1:03,477 | 2     |
| 4                                               | 4  | Ландо Норрис       | McLaren-Renault       | 1:04,606 | 1:03,819 | 1:03,626 | 3     |
| 5                                               | 23 | Александр Албон    | Red Bull-Honda        | 1:04,661 | 1:03,746 | 1:03,868 | 4     |
| 6                                               | 11 | Серхио Перес       | Racing Point-Mercedes | 1:04,543 | 1:03,860 | 1:03,868 | 6     |
| 7                                               | 16 | Шарль Леклер       | Ferrari               | 1:04,500 | 1:04,041 | 1:03,923 | 7     |
| 8                                               | 55 | Карлос Сайнс (мл.) | McLaren-Renault       | 1:04,537 | 1:03,971 | 1:03,971 | 8     |
| 9                                               | 18 | Лэнс Стролл        | Racing Point-Mercedes | 1:04,309 | 1:03,955 | 1:04,029 | 9     |
| 10                                              | 3  | Даниэль Риккардо   | Renault               | 1:04,556 | 1:04,023 | 1:04,239 | 10    |
|                                                 |    |                    |                       |          |          |          |       |
| 11                                              | 5  | Себастьян Феттель  | Ferrari               | 1:04,554 | 1:04,206 |          | 11    |
| 12                                              | 10 | Пьер Гасли         | AlphaTauri-Honda      | 1:04,603 | 1:04,305 |          | 12    |
| 13                                              | 26 | Даниил Квят        | AlphaTauri-Honda      | 1:05,031 | 1:04,431 |          | 13    |
| 14                                              | 31 | Эстебан Окон       | Renault               | 1:04,933 | 1:04,643 |          | 14    |
| 15                                              | 8  | Ромен Грожан       | Haas-Ferrari          | 1:05,094 | 1:04,691 |          | 15    |
|                                                 |    |                    |                       |          |          |          |       |
| 16                                              | 20 | Кевин Магнуссен    | Haas-Ferrari          | 1:05,164 |          |          | 16    |
| 17                                              | 63 | Джордж Расселл     | Williams-Mercedes     | 1:05,167 |          |          | 17    |
| 18                                              | 99 | Антонио Джовинацци | Alfa Romeo-Ferrari    | 1:05,175 |          |          | 18    |
| 19                                              | 7  | Кими Райкконен     | Alfa Romeo-Ferrari    | 1:05,224 |          |          | 19    |
| 20                                              | 6  | Николас Латифи     | Williams-Mercedes     | 1:05,757 |          |          | 20    |
| 107 % от времени лидера первой сессии: 1:08,285 |    |                    |                       |          |          |          |       |
| Источник:                                       |    |                    |                       |          |          |          |       |

### Комментарии
1. ↑  В воскресенье до старта гонки представители Red Bull подали протест на решение стюардов не наказывать Хэмилтона за отсутствие снижения скорости под жёлтыми флагами. В итоге субботнее решение было пересмотрено, и Хэмилтон был оштрафован на три позиции

## Гонка
Источник:
Погода:  Солнечно. Сухо. Воздух +27 °C, трасса +53 °C

### Описание гонки

#### Начальные круги
На старте происшествий не было. Боттас остался на первом месте, Феттель обогнал Риккардо и вышел на 10 место, Джовинацци обошёл четверых соперников и стал 14-м.
Топ-10 после 2 кругов: Боттас, Ферстаппен, Норрис, Албон, Хэмилтон, Перес, Леклер, Сайнс, Стролл, Феттель.
На 3-м круге Албон обогнал Норриса и вышел на третье место; Хэмилтон также обогнал Норриса и стал четвёртым, Норрис откатился на пятое место. Квят опередил Джовинацци на 6-м круге и Магнуссена — на 7-м, выйдя на 13 место. Хэмилтон после нескольких кругов борьбы с Албоном сумел обогнать его на 9-м круге, став третьим. На 10-м круге команда попросила Гасли заехать в боксы для схода из-за неполадок с тормозами. Однако гонщик попросил дать ему ещё один круг для анализа обстановки, за этот круг ситуация улучшилась и он смог продолжить борьбу. На 11-м круге Ферстаппен замедлился из-за неполадок с силовой установкой. Доехать до боксов ему удалось, но на этом борьбу пришлось завершить.
Топ-10 после 14 кругов: Боттас, Хэмилтон, Албон, Норрис, Перес, Леклер, Сайнс, Стролл, Феттель, Риккардо.
На 17-м круге Риккардо также замедлился, доехал до боксов и завершил борьбу. Стролл сообщил инженеру по радио, что мощность силовой установки на его машине снизилась. На 18-м круге Феттель обогнал его и стал восьмым. На 19-м круге Джовинацци дал обогнать себя своему напарнику Райкконену по просьбе команды: Райкконен вышел на 14 место. На том же круге Стролла обогнал Гасли, став девятым, а на 20 круге Стролла обогнал Квят и стал десятым. На 21-м круге Грожан совершил разворот и пропустил обоих гонщиков Williams, став 18-м и последним. Стролл заехал в боксы и сошёл с дистанции. Грожан заехал в боксы для смены резины и после схода Стролла выехал на трассу всё ещё последним, но уже 17-м.
Топ-10 после 22 кругов: Боттас, Хэмилтон, Албон, Норрис, Перес, Леклер, Сайнс, Феттель, Гасли, Квят.

#### Середина гонки
На 25-м круге Райкконен сменил шины и выехал из боксов 16-м. У Магнуссена в третьем повороте вышел из строя тормозной диск правого переднего колеса, что привело к вылету и сходу с дистанции. Выехала машина безопасности, после чего все гонщики сменили резину, кроме Райкконена и Грожана, которые недавно это сделали. Из тех гонщиков, которые сменили шины при выезде автомобиля безопасности, все выбрали Hard, кроме Переса — ему поставили Medium. Переса выпустили из боксов, когда рядом с ним на пит-лейн был Норрис, однако гонщики удачно разминулись, а судьи не стали наказывать кого-либо за это происшествие.
Рестарт гонки произошёл на 30-м круге. Боттас остался лидером. Феттеля развернуло в сражении с Сайнсом и Леклером, после чего стал 15-м и предпоследним. На 33-м круге Перес обошёл Норриса, став четвёртым.
Топ-10 после 33 кругов: Боттас, Хэмилтон, Албон, Перес, Норрис, Леклер, Сайнс, Гасли, Квят, Окон.
Грожану показали чёрно-белый флаг, поскольку он нарушал пределы трассы. Феттель обогнал Грожана и стал 14-м. Гонщикам Mercedes сообщили по радио о неполадках датчика коробки передач и они снизили среднюю скорость. На 49-м круге Грожан вылетел с трассы, после чего медленно вернулся в боксы и выбыл из гонки. Расселл на том же круге остановился на обочине трассы, для эвакуации его машины снова на 51-м круге выехал автомобиль безопасности. В боксы для смены шин сразу заехали Албон (выбрал Soft), Норрис (Medium), Леклер (Medium), Квят (Soft), Феттель (Soft), Райкконен (Soft) и Латифи (Soft), а кругом позже — Сайнс (Medium).
После 54-го круга был дан рестарт, однако на выходе из десятого поворота от машины Райкконена отскочило переднее правое колесо, которое было недостаточно надёжно прикручено. Снова, в третий раз за гонку, был объявлен режим автомобиля безопасности. Так как машина Райкконена остановилась на стартовой прямой, чтобы не мешать её эвакуации, автомобиль безопасности со всеми тринадцатью оставшимися на тот момент в гонке машинами проезжал через пит-лейн. Албон обогнал Переса и стал третьим, но поскольку новый режим безопасности был объявлен практически сразу после предыдущего, во избежание штрафа Албон пропустил Переса обратно на третье место. Однако на 59-м круге Перес по указанию команды опять пропустил Албона: Албон стал третьим, Перес — четвёртым.
После 60-го круга был дан рестарт. Боттас остался первым, Албон на свежих шинах попытался обогнать Хэмилтона, однако после лёгкого столкновения Албон вылетел с трассы и вернулся в гонку лишь 13-м и последним. Хэмилтон позиций на трассе не потерял, однако получил штраф в виде прибавки 5 секунд к итоговому времени гонки.
Топ-10 после 62 кругов: Боттас, Хэмилтон, Перес, Норрис, Леклер, Сайнс, Гасли, Окон, Квят, Феттель.

#### Заключительные круги
На 63-м круге Джовинацци отыграл у Феттеля десятое место, после чего обогнал и Квята в борьбе за девятую позицию, но Квят совершил обратный обгон. Албон прошёл Латифи, став 12-м. На 64-м круге Леклер обогнал Норриса, став четвёртым, а на 65-м круге — Переса, выйдя на третье место. На 67 круге Квят атаковал идущего на восьмом месте Окона в шестом повороте по внешнему радиусу. Однако Окон выдавил Квята за пределы трассы, из-за чего на машине Квята были повреждены переднее антикрыло и подвеска. Джовинацци прошёл Квята и стал девятым. На 68-м круге Пересу назначили 5-секундный штраф за превышение скорости на пит-лейн. На 69-м круге Албон замедлился и остановил машину, выбыв из гонки. Норрис с контактом обошёл Переса, став четвёртым. Квят на 70-м круге сошёл с дистанции из-за лопнувшей шины заднего левого колеса, которое было проколото в борьбе с Оконом. На 71-м круге Переса обогнал и Сайнс, выйдя на 5 место. Норрис в финальной части гонки увеличил темп, провёл серию быстрых кругов (последний из которых стал быстрейшим в гонке) и финишировал в пределах 5 секунд от Хэмилтона, что с учётом штрафа последнего позволило Норрису опередить Хэмилтона в борьбе за подиум.
Финишировали всего 11 гонщиков, однако Албон и Квят также были классифицированы, поскольку прошли более 90 % дистанции.
Топ-10 на финише: Боттас, Хэмилтон, Леклер, Норрис, Сайнс, Перес, Гасли, Окон, Джовинацци, Феттель.
Топ-10 в итоговом протоколе с учётом штрафов: Боттас, Леклер, Норрис, Хэмилтон, Сайнс, Перес, Гасли, Окон, Джовинацци, Феттель.
| Место                                                                        | С  | +/- | №  | Гонщик             | Конструктор           | Ш | Круги | Время/причина схода | Скорость | Пит | Типы шин | О    |
| ---------------------------------------------------------------------------- | -- | --- | -- | ------------------ | --------------------- | - | ----- | ------------------- | -------- | --- | -------- | ---- |
| 1                                                                            | 1  | ▬   | 77 | Валттери Боттас    | Mercedes              | P | 71    | 1:30:55,739         | 202,214  | 1   | SH       | 25   |
| 2                                                                            | 7  | ▲5  | 16 | Шарль Леклер       | Ferrari               | P | 71    | +2,700              | 202,114  | 2   | SHM      | 18   |
| 3                                                                            | 3  | ▬   | 4  | Ландо Норрис       | McLaren-Renault       | P | 71    | +5,491              | 202,010  | 2   | SHM      | 15+1 |
| 4                                                                            | 5  | ▲1  | 44 | Льюис Хэмилтон     | Mercedes              | P | 71    | +5,689              | 202,003  | 1   | SH       | 12   |
| 5                                                                            | 8  | ▲3  | 55 | Карлос Сайнс (мл.) | McLaren-Renault       | P | 71    | +8,903              | 201,884  | 2   | SHM      | 10   |
| 6                                                                            | 6  | ▬   | 11 | Серхио Перес       | Racing Point-Mercedes | P | 71    | +15,092             | 201,656  | 1   | SM       | 8    |
| 7                                                                            | 12 | ▲5  | 10 | Пьер Гасли         | AlphaTauri-Honda      | P | 71    | +16,682             | 201,597  | 1   | MH       | 6    |
| 8                                                                            | 14 | ▲6  | 31 | Эстебан Окон       | Renault               | P | 71    | +17,456             | 201,569  | 1   | MH       | 4    |
| 9                                                                            | 18 | ▲9  | 99 | Антонио Джовинацци | Alfa Romeo-Ferrari    | P | 71    | +21,146             | 201,433  | 2   | MHS      | 2    |
| 10                                                                           | 11 | ▲1  | 5  | Себастьян Феттель  | Ferrari               | P | 71    | +24,545             | 201,308  | 2   | MHS      | 1    |
| 11                                                                           | 20 | ▲9  | 6  | Николас Латифи     | Williams-Mercedes     | P | 71    | +31,650             | 201,047  | 2   | MHS      |      |
| 12                                                                           | 13 | ▲1  | 26 | Даниил Квят        | AlphaTauri-Honda      | P | 67    | Взрыв покрышки      | 200,099  | 2   | MHS      |      |
| 13                                                                           | 4  | ▼9  | 23 | Александр Албон    | Red Bull-Honda        | P | 67    | Силовая установка   | 200,086  | 2   | SHS      |      |
| Сход                                                                         | 19 | ▲5  | 7  | Кими Райкконен     | Alfa Romeo-Ferrari    | P | 53    | Крепление колеса    | -        | 1   | MHS      |      |
| Сход                                                                         | 18 | ▲3  | 63 | Джордж Расселл     | Williams-Mercedes     | P | 49    | Давление топлива    | -        | 1   | MH       |      |
| Сход                                                                         | 15 | ▼1  | 8  | Ромен Грожан       | Haas-Ferrari          | P | 49    | Тормоза             | -        | 1   | MH       |      |
| Сход                                                                         | 16 | ▼1  | 20 | Кевин Магнуссен    | Haas-Ferrari          | P | 24    | Тормоза             | -        | -   | M        |      |
| Сход                                                                         | 9  | ▼9  | 18 | Лэнс Стролл        | Racing Point-Mercedes | P | 20    | Силовая установка   | -        | -   | S        |      |
| Сход                                                                         | 10 | ▼9  | 3  | Даниэль Риккардо   | Renault               | P | 17    | Охлаждение          | -        | -   | S        |      |
| Сход                                                                         | 2  | ▼18 | 33 | Макс Ферстаппен    | Red Bull-Honda        | P | 11    | Электрика           | -        | -   | M        |      |
| Самый быстрый круг: Ландо Норрис (McLaren) — 1:07,475, поставлен на 71 круге |    |     |    |                    |                       |   |       |                     |          |     |          |      |
| Источник:                                                                    |    |     |    |                    |                       |   |       |                     |          |     |          |      |

### Комментарии
1. ↑  Льюис Хэмилтон финишировал вторым, однако из-за 5-секундного штрафа, начисленного за столкновение с Албоном, был классифицирован четвёртым
2. ↑  Серхио Перес получил 5-секундный штраф за превышение скорости на пит-лейн, однако это не повлияло на его позицию в итоговом протоколе
3. ↑  Даниил Квят не финишировал, но был классифицирован, так как проехал более 90 % дистанции
4. ↑  Александр Албон не финишировал, но был классифицирован, так как проехал более 90 % дистанции

### Позиции по итогу гонки
| Гонщик          | Конструктор | Круги | Всего |
| --------------- | ----------- | ----- | ----- |
| Валттери Боттас | Mercedes    | 1—71  | 71    |

## Положение в чемпионате после Гран-при
| Место                                | Гонщик             | Очки |
| ------------------------------------ | ------------------ | ---- |
| 1                                    | Валттери Боттас    | 25   |
| 2                                    | Шарль Леклер       | 18   |
| 3                                    | Ландо Норрис       | 16   |
| 4                                    | Льюис Хэмилтон     | 12   |
| 5                                    | Карлос Сайнс (мл.) | 10   |
| 6                                    | Серхио Перес       | 8    |
| 7                                    | Пьер Гасли         | 6    |
| 8                                    | Эстебан Окон       | 4    |
| 9                                    | Антонио Джовинацци | 2    |
| 10                                   | Себастьян Феттель  | 1    |
| 11                                   | Николас Латифи     | 0    |
| 12                                   | Даниил Квят        | 0    |
| 13                                   | Александр Албон    | 0    |
| Источник: официальный сайт FIA (PDF) |                    |      |

| Место                                | Конструктор           | Очки |
| ------------------------------------ | --------------------- | ---- |
| 1                                    | Mercedes              | 37   |
| 2                                    | McLaren-Renault       | 26   |
| 3                                    | Ferrari               | 19   |
| 4                                    | Racing Point-Mercedes | 8    |
| 5                                    | AlphaTauri-Honda      | 6    |
| 6                                    | Renault               | 4    |
| 7                                    | Alfa Romeo-Ferrari    | 2    |
| 8                                    | Williams-Mercedes     | 0    |
| 9                                    | Red Bull-Honda        | 0    |
| Источник: официальный сайт FIA (PDF) |                       |      |